# Hauptstraße C27
Die Hauptstraße C27 (englisch Main Road C27) liegt im dünn besiedelten Südwesten von Namibia. Sie verläuft von Helmeringhausen (Namibia) in nördlicher Richtung über Betta, den Namib-Rand-Naturpark und Sesriem, wo die asphaltierte Straße zu den Dünen von Sossusvlei im Namib-Naukluft-Nationalpark abzweigt, dann führt sie noch einige Kilometer weiter bis an die Hauptstraße C19.
Die C27 besitzt auf dem gesamten Streckenverlauf eine Kiestragschicht.